# Patrick Wolf
Patrick Wolf, född 30 juni 1983 i S:t Thomas Hospital, London, är en brittisk singer/songwriter. Han växte upp i södra London. Hans musik inkluderar en mängd olika instrument, såsom harpa, orgel, ukelele, altfiol och fiol, vilka han alla spelar själv.

## Musik

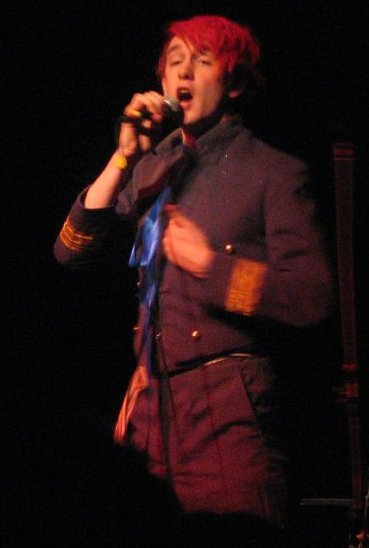
Patrick Wolf live

Patrick Wolfs musik är en hybrid av bland annat electronica, pop och folkmusik. Hans första album, Lycanthropy, släpptes 2004 och innehöll låtar som han skrivit under sin uppväxt. Nästa album, Wind in the Wires, släpptes 2005 och är en något mörkare skiva som handlar om bland annat industrialiseringen av samhället. 
Det tredje albumet, The Magic Position, släpptes 2007 och innehåller mer kärlek och hoppfullhet. Musiken är en blandning mellan glad pop och klassisk musik på den första halvan, medan den på andra halvan övergår till en mörkare känsla. I en duett medverkar även Marianne Faithfull på albumet.

## Diskografi

### Album
- 2004 – Lycanthropy (Tomlab)
- 2005 – Wind in the Wires (Tomlab)
- 2007 – The Magic Position (Loog Records)
- 2009 – The Bachelor (Bloody Chamber Music)
- 2011 – Lupercalia (Mercury Records)
- 2012 – Sundark & Riverlight (Bloody Chamber Music)

EP
- 2002 – The Patrick Wolf EP
- 2009 – The Spinster EP
- 2011 – Lemuralia EP
- 2011 – Brumalia EP

Singlar
- 2005 – "The Libertine"
- 2005 – "Wind in the Wires"
- 2005 – "Tristan"
- 2006 – "Accident & Emergency"
- 2007 – "Bluebells"
- 2007 – "The Magic Position"
- 2009 – "Vulture"
- 2009 – "Hard Times"
- 2009 – "Damaris"
- 2010 – "Time of My Life"
- 2011 – "The City"
- 2011 – "House"
- 2011 – "Together"